# Chattanooga (Oklahoma)
Chattanooga – miasto w Stanach Zjednoczonych, w stanie Oklahoma, w hrabstwie Comanche.